# Cantharidella picturata
Cantharidella picturata is een slakkensoort uit de familie van de Trochidae. De wetenschappelijke naam van de soort is voor het eerst geldig gepubliceerd in 1864 door A. Adams & Angas als Gibbula picturata.